# 竹谷悦子
竹谷 悦子（たけたに えつこ、1960年 - ）は、日本のアメリカ文学者。専攻は19世紀アメリカ文学、20世紀アフリカ系アメリカ文学、女性文学。筑波大学人文社会系教授。日本学術振興会賞、アメリカ学会清水博賞等受賞。

## 人物・経歴
1983年お茶の水女子大学文学部卒業。1993年ジョージ・ワシントン大学大学院修了、Ph.D.。1997年メリーランド大学英文科客員教授。2003年メリーランド大学英文科客員研究員。2008年筑波大学人文社会系教授。
筑波大学の学長選考を考える会の共同代表を、同大学の青柳悦子教授、吉水千鶴子教授らとともに務めており（代理人・指宿昭一弁護士）、2023年には茨城県弁護士会に人権救済申し立てを行った。
元文部科学省中央教育審議会大学分科会委員。

## 著書
- 『U.S. women writers and the discourses of colonialism, 1825-1861』University of Tennessee Press 2003年

## 受賞
- 1993年 日本英文学会新人賞佳作[1]
- 2004年 アメリカ学会清水博賞[1]
- 2005年 日本学術振興会賞[1]
- 2006年 とやま賞[1]
- 2020年 筑波大学 Best Faculty Member Award[1]